# Salarjevo
Salarjevo (Russisch: Саларьево) is een station aan de Sokolnitsjeskaja-lijn van de Moskouse metro. Het station is op 15 februari 2016 geopend, het is het 200e station van de Moskouse metro en het tweede in het district ten zuiden van de ringweg dat in 2012 door Moskou is geannexeerd. Tijdens de opening maakte de Moskouse burgemeester bekend dat de lijn via Filatov Loeg verder naar het zuidoosten zou worden doorgetrokken.

## Geschiedenis
In de plannen uit 2012 was het station opgenomen als eindpunt van de lijn en net als bij andere lijnen zou in het verlengde een bovengronds depot worden gebouwd. De kavels bij de beoogde locatie voor het station waren in 2012 echter privébezit wat een belemmering vormde bij de planning van het station, de gewenste opening in 2014 bleek dan ook niet haalbaar. Begin 2013 werd het plan kracht bijgezet door garanties aan de grondeigenaren dat ze hun kavels in financiële zin maximaal konden benutten. Hierdoor werd de schade voor de grondeigenaren tot een minimum beperkt en kon de bouw van start gaan. Aan het begin van de zomer werd het geologische onderzoek succesvol afgerond en later in 2013 werd het terrein omheind en voorzien van een informatiebord. Op 20 februari begon het graafwerk voor de bouwput en de eerste stempels werden op 1 maart geplaatst. Vanaf 2 april werd tunnelboormachine Lea opgebouwd in de startschacht waarna op 1 juni 2014 werd begonnen aan de tunnelbuis voor de treinen richting het centrum. De tunnelboormachine voor de andere buis, een Herrenknecht S-453, kreeg eveneens een vrouwelijke naam, in dit geval Nadezjda. Zij begon al op 23 april 2014 met haar 1411 meter lange tunnelbuis voor de treinen uit het centrum. Op 30 september 2014 bereikte Lea Roemjantsevo nadat ze onderweg Nadezjda had ingehaald die eind februari 2015 aankwam in Roemjantsevo. Vanaf de opening van Roemjantsevo reden de treinen leeg tussen Salarjevo en Roemjantsevo. Op 15 februari 2016 werd een van de twee verdeelhallen en daarmee het station geopend voor reizigersverkeer, de tweede verdeelhal volgde eind april. Ter gelegenheid van de opening werden metrokaartjes uitgegeven met een afbeelding van het toegangsgebouw, een vergrote versie hiervan werd door hostessen getoond bij de openingsceremonie. Het station was ruim drie jaar het zuidelijke eindpunt van de Sokolnitsjeskaja-lijn toen op 20 juni 2019 de verlenging naar Kommoenarka werd geopend.
In 2016 kreeg het station de prijs Best uitgevoerde bouwproject in de categorie metro en spoorweg infrastructuur.

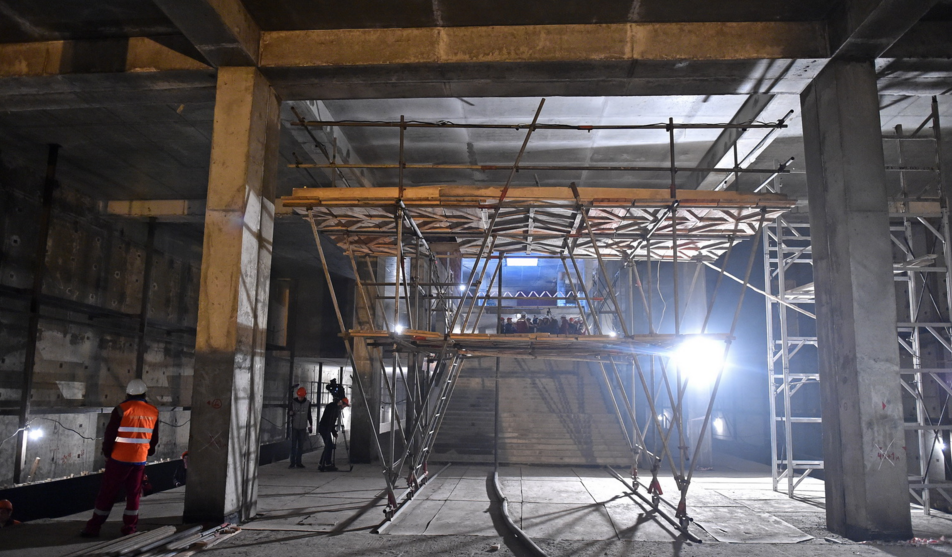
De ruwbouw in mei 2015
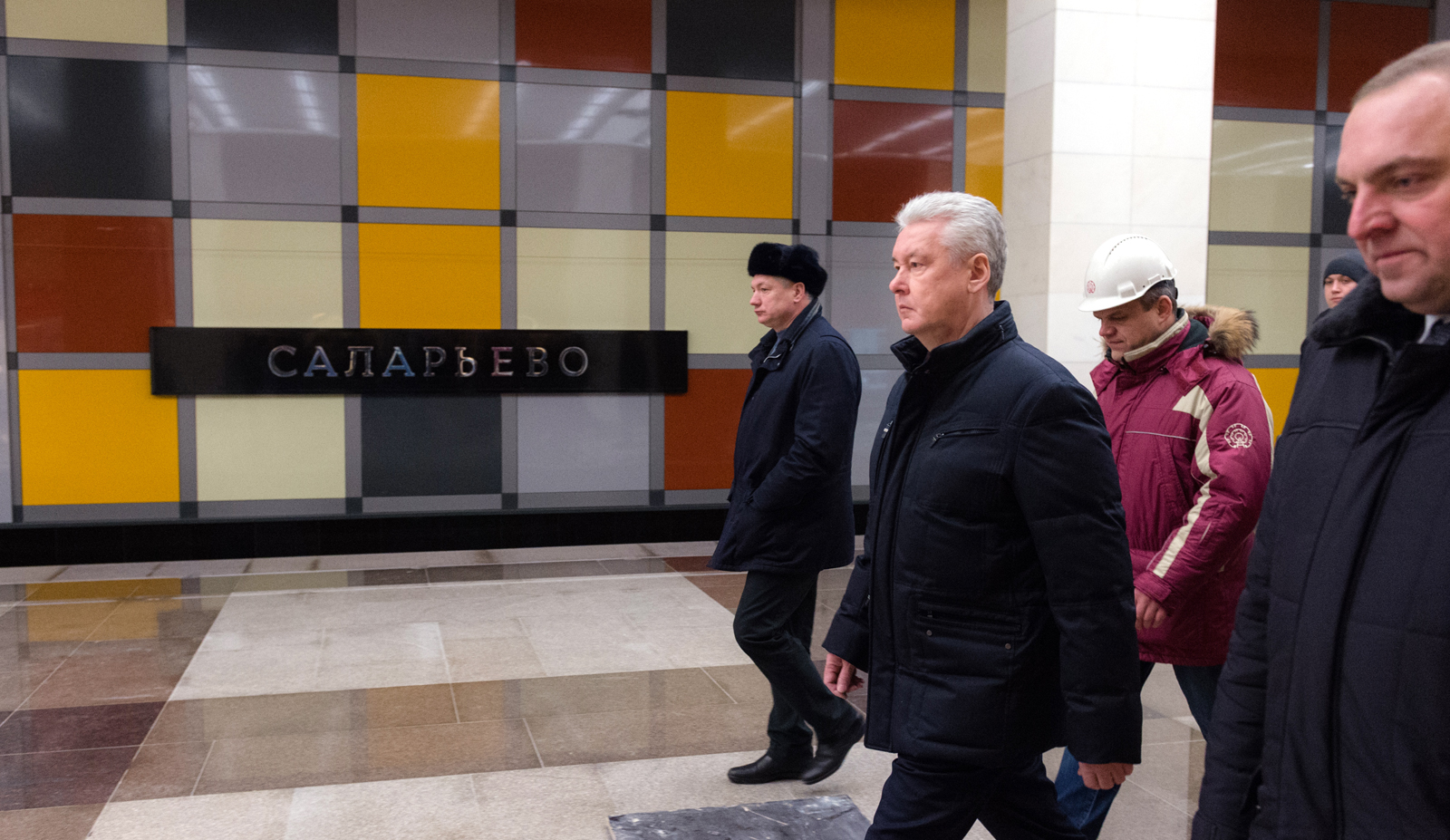
Burgemeester Sobjanin bij de oplevering op 31 dec 2015
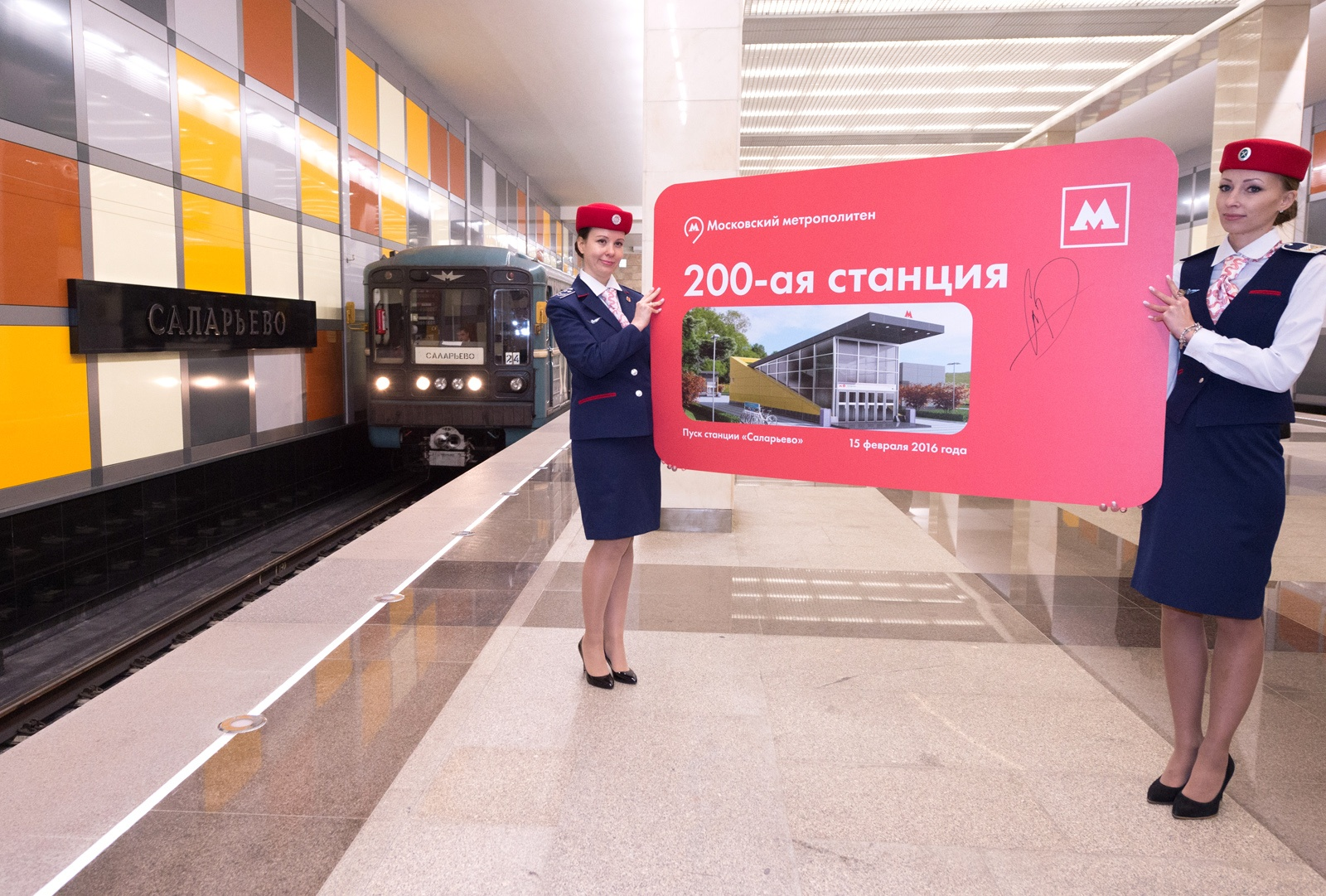
Hostessen met het bord voor de opening van het 200e station op 15 februari 2016

## Ontwerp
Voor het ondergrondse deel kwam ingenieursbureau in 2013 Inzjprojekt met een zigzag constructie van staal als raamwerk voor het station. Op het perron zouden drie steunen, elk met vier spanten het dak dragen. Hierdoor zou het perron maximaal door reizigers benut kunnen worden. In 2014 werd gekozen voor het gerealiseerde ontwerp van de architecten A.I. Tarasov en N.D. Dejev. Zij kwamen met een traditoneler ontwerp, namelijk een ondiep gelegen zuilenstation met twee rijen zuilen als dragende constructie. In het hele ontwerp komt de strakke indeling van een raamwerk terug. De visuele vierkanten en rechthoeken die rond het perron door de zuilen en balken van gewapend beton worden gevormd herhalen zich in het plafond, de vloeren en de wanden. De verdeelhallen en de kaartverkoop zijn eveneens in deze strakke indeling uitgevoerd. De gangen en de zuilen zijn bekleed met wit marmer, voor de vloeren zijn verschillende tinten grijs en zwart gebruikt. De tunnelwanden bij het perron zijn met rechthoekige panelen in diverse kleuren opgesierd. 

## Ligging
Het station ligt naast het gelijknamige dorp met ongeveer 1000 inwoners aan de oostkant. Ten noorden van het station ligt een winkelcentrum dat in 2018 is gebouwd. Ten zuiden van het dorp en het station ligt een voormalige vuilstortplaats. Op de plaats van het aanvankelijk geplande depot ten westen van het station worden nu diverse bouwprojecten uitgevoerd. De locatie voor het depot werd verplaatst naar een terrein tussen de vuilstortplaats en de nog zuidelijker gelegen begraafplaats Chovanskoje. Hoewel al ongelijkvloerse toeritten naar dit depot zijn gebouwd is de bouw in de winter van 2018 gestaakt en zal het depot nu bij Kommoenarka worden gebouwd. Op het plein bij het station ten westen van het winkelcentrum komt een internationaal busstation dat rechtstreeks is aangesloten op de autosnelweg naar Kiev. De perrons van het busstation zijn via een voetgangerstunnel verbonden met het metrostation. Het station heeft twee identieke toegangsgebouwen die, als enige in Moskou, eenrichtingsverkeer kennen. De reizigers verlaten het perron aan de zuidkant en verlaten via het zuidelijke toegangsgebouw het station. Het noordelijke toegangsgebouw dient alleen als ingang. De voetgangerstunnel komt ondergronds uit tussen de toegangsgebouwen, uitstappende reizigers kunnen vanuit het zuiden de tunnel in en de instappende reizigers kunnen onder het noordelijke gebouw door naar de verdeelhal en het perron.

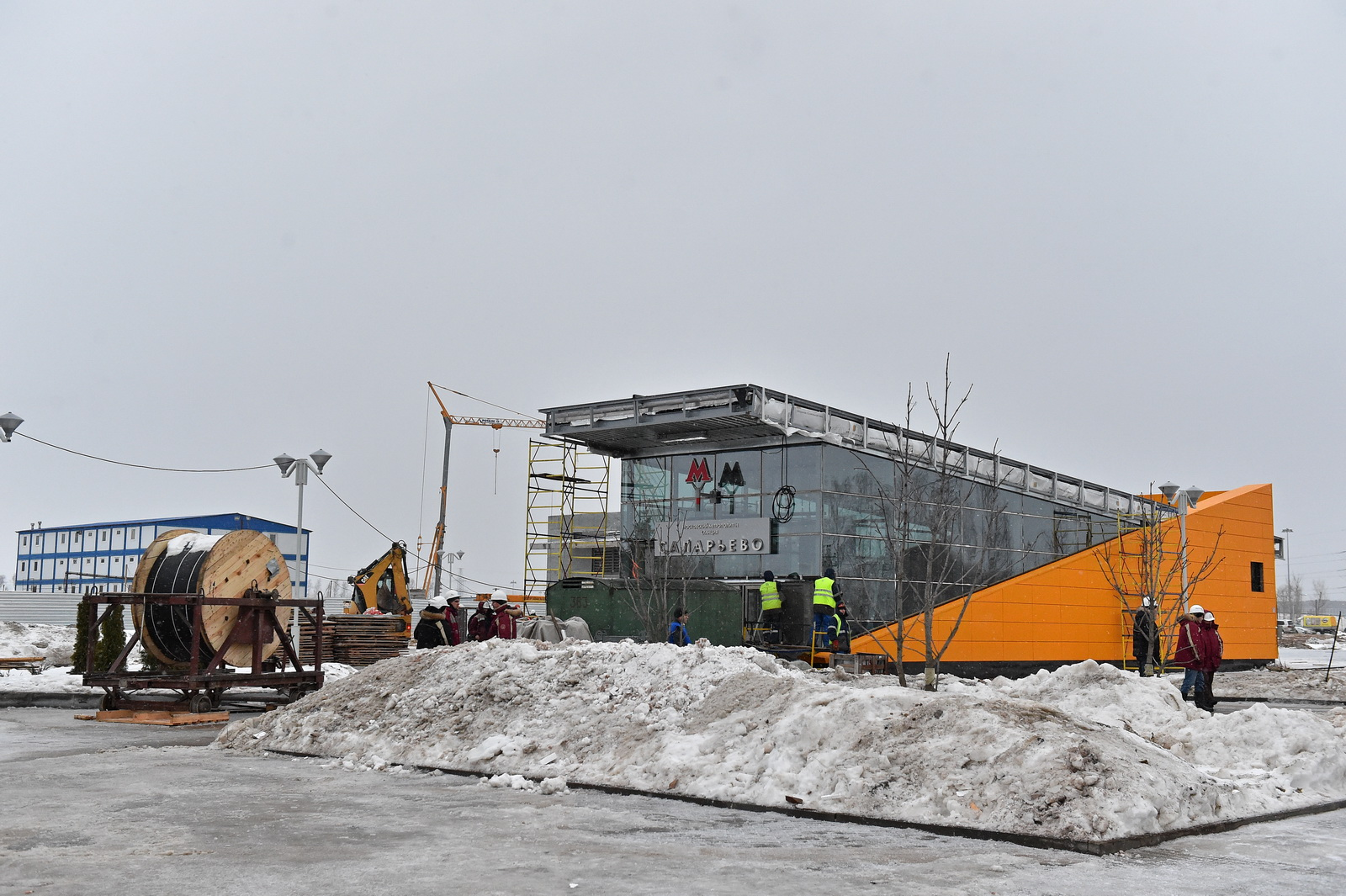
Een van de toegangsgebouwen
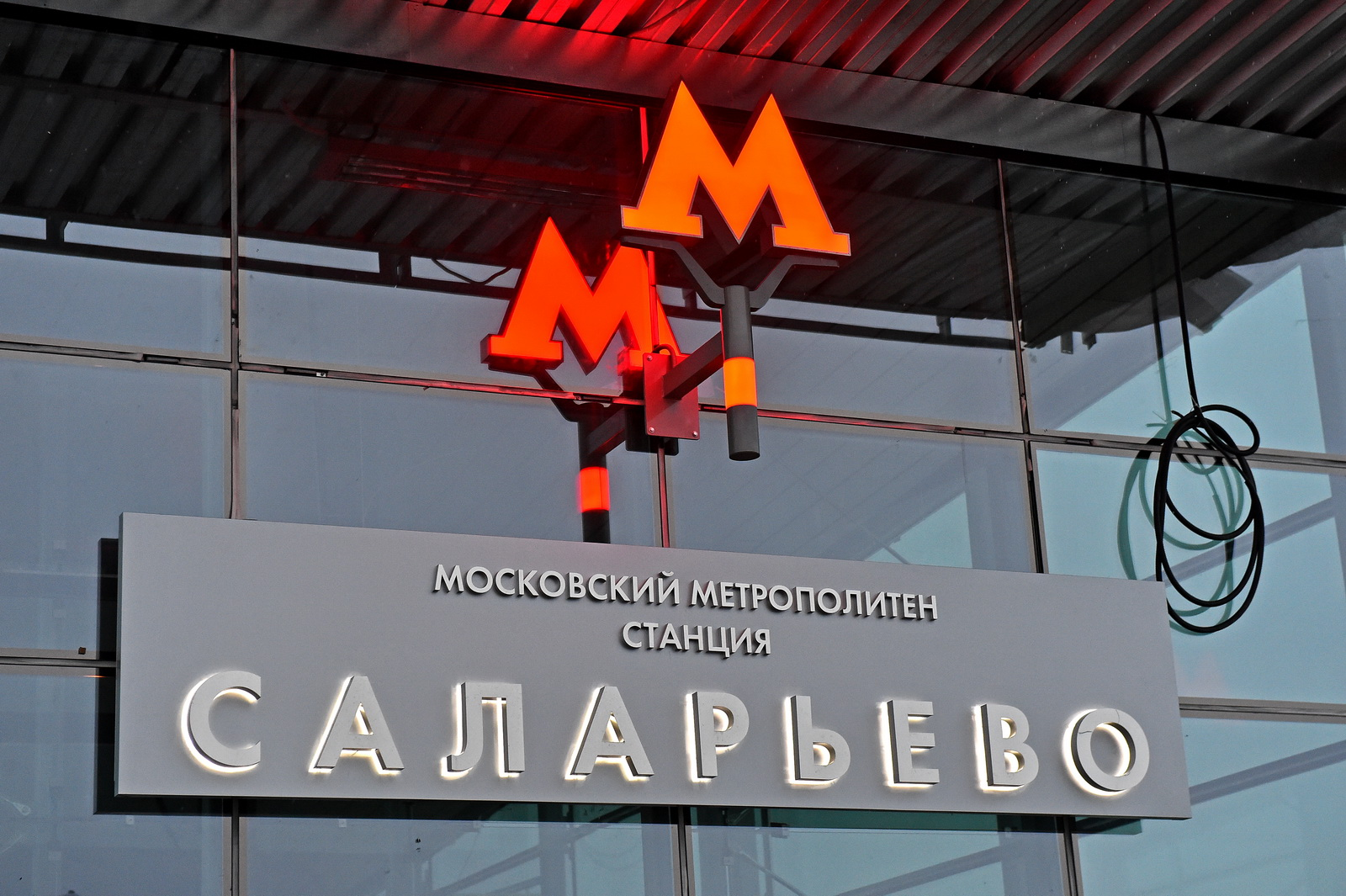
De naam op de gevel
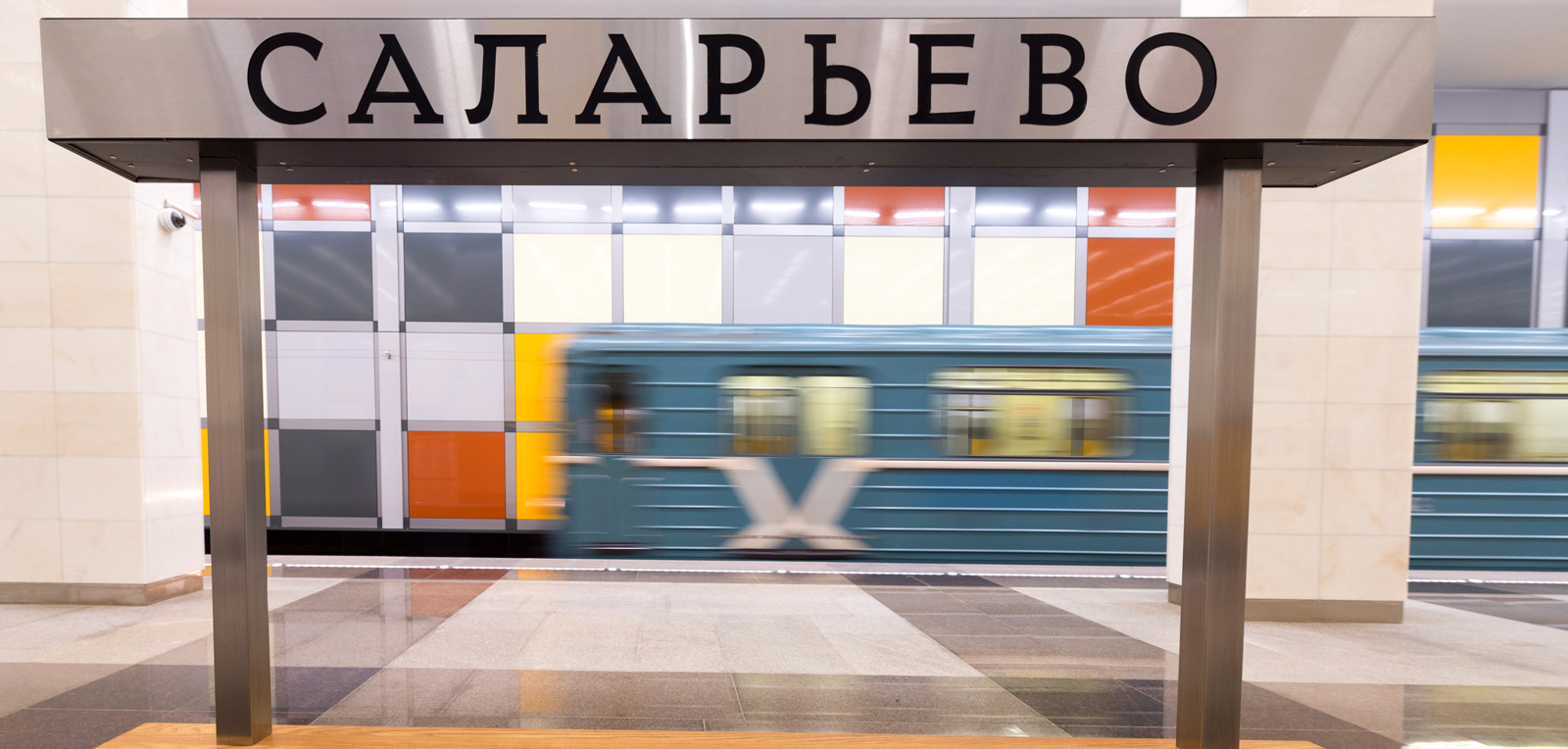
Het naambord boven een bank op het perron

## Reizigersverkeer
De eerste vijf dagen na de opening maakten 120000 reizigers gebruik van het station. De eerste helft van 2018 werden al 5,8 miljoen reizigers geteld en gemiddeld maken nu 36000 mensen per dag gebruik van het station. Deze grote aantallen, voor een station in een landelijke omgeving, zijn te danken aan de vele overstappers op aansluitende buslijnen naar bestemmingen in de nieuwe okroegen en de Internationale Luchthaven Vnoekovo. Diverse buslijnen zijn, bij de opening, ingekort tot het station of gewijzigd door een extra halte bij het station. Daarnaast is er een plan voor een hogesnelheidstrein naar Troitsk. 

## Galerij

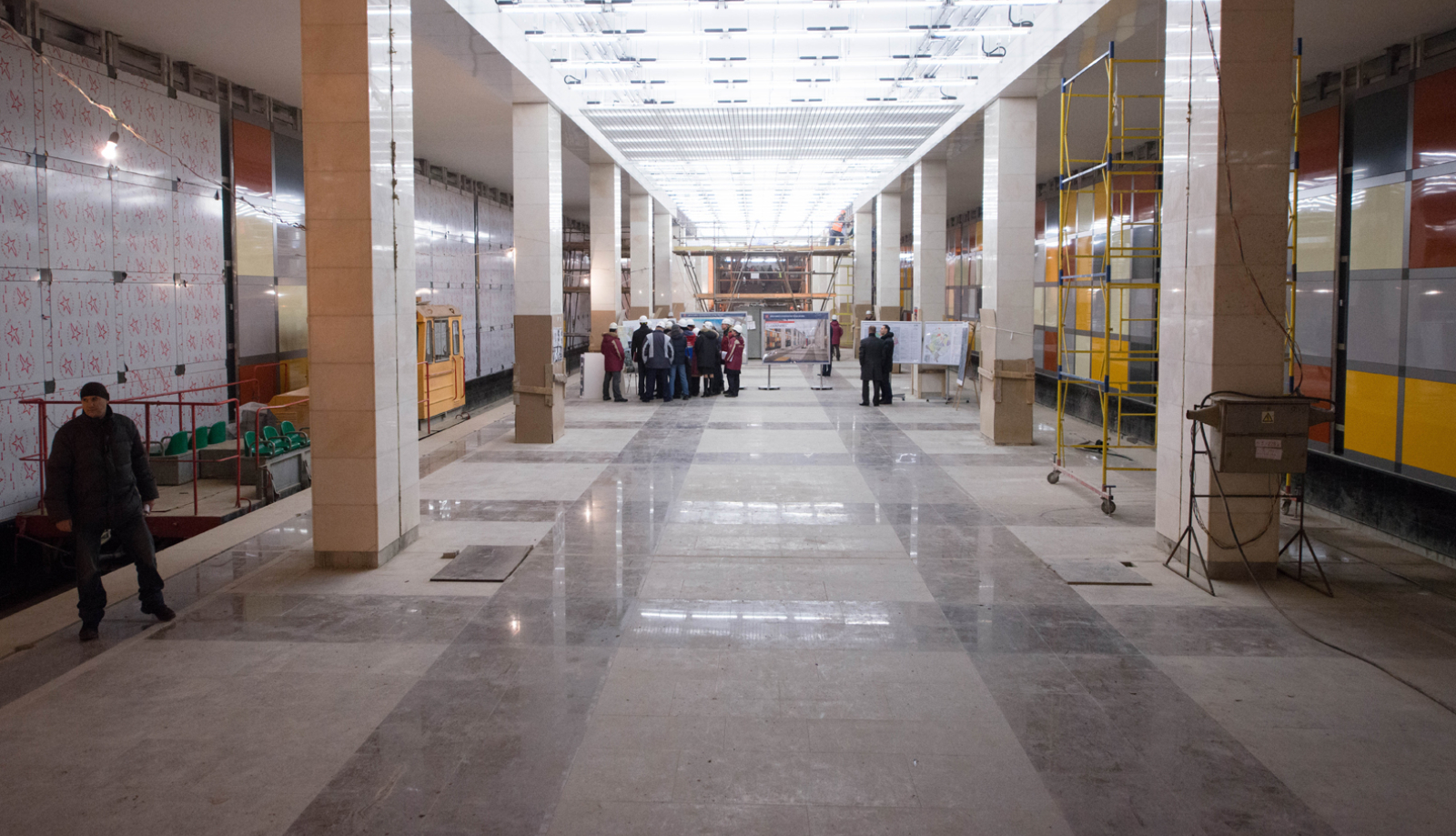
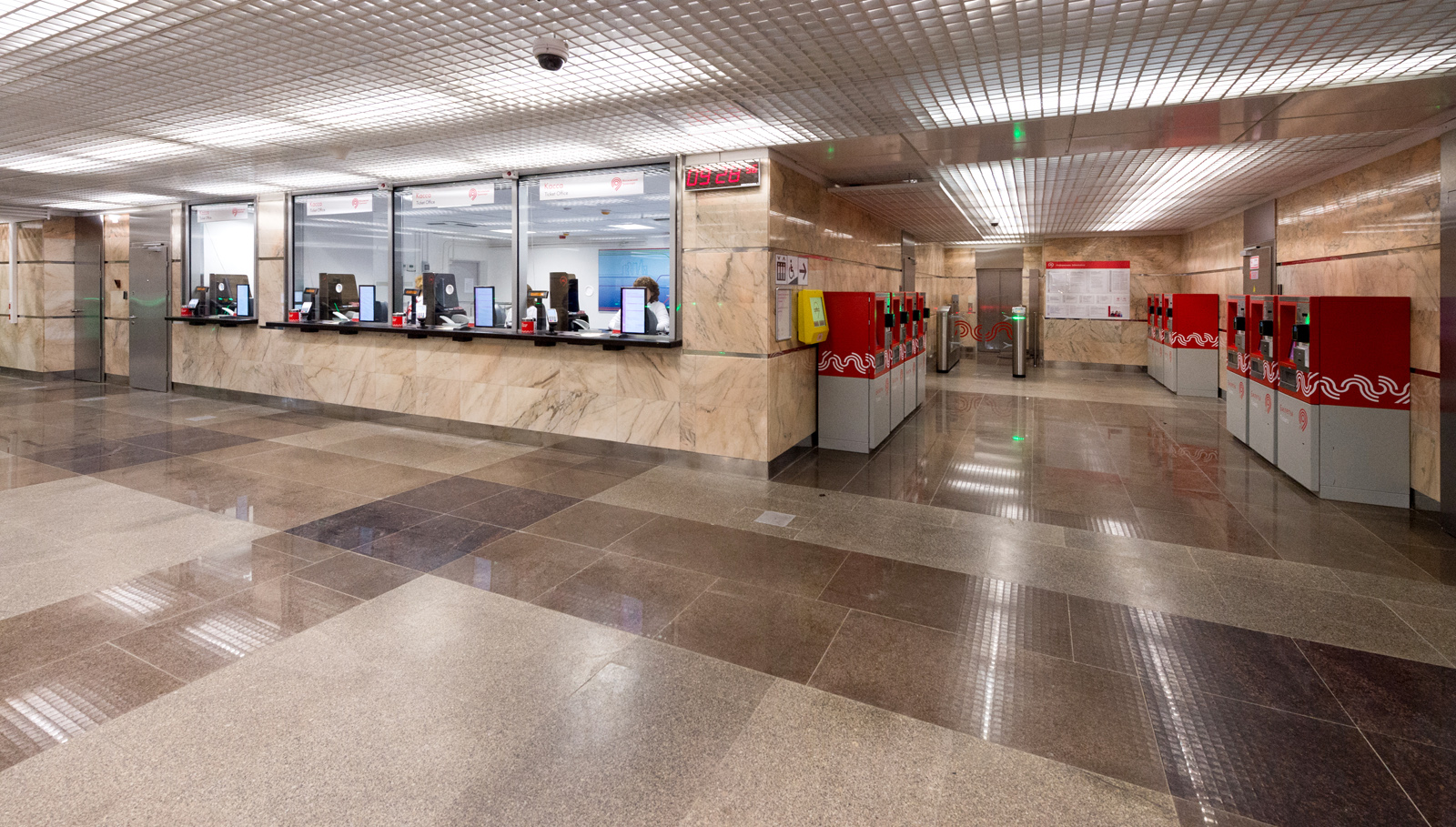
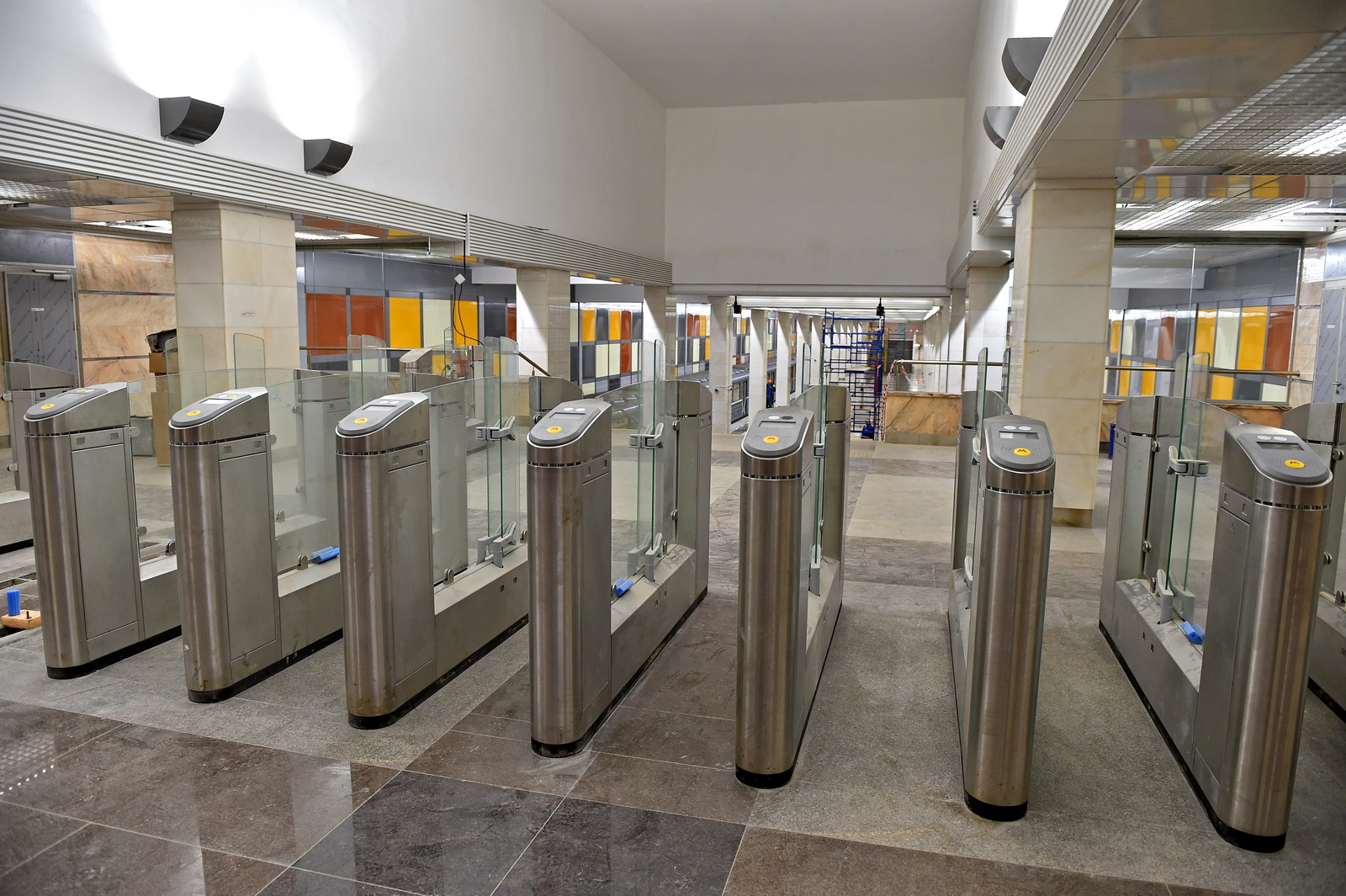
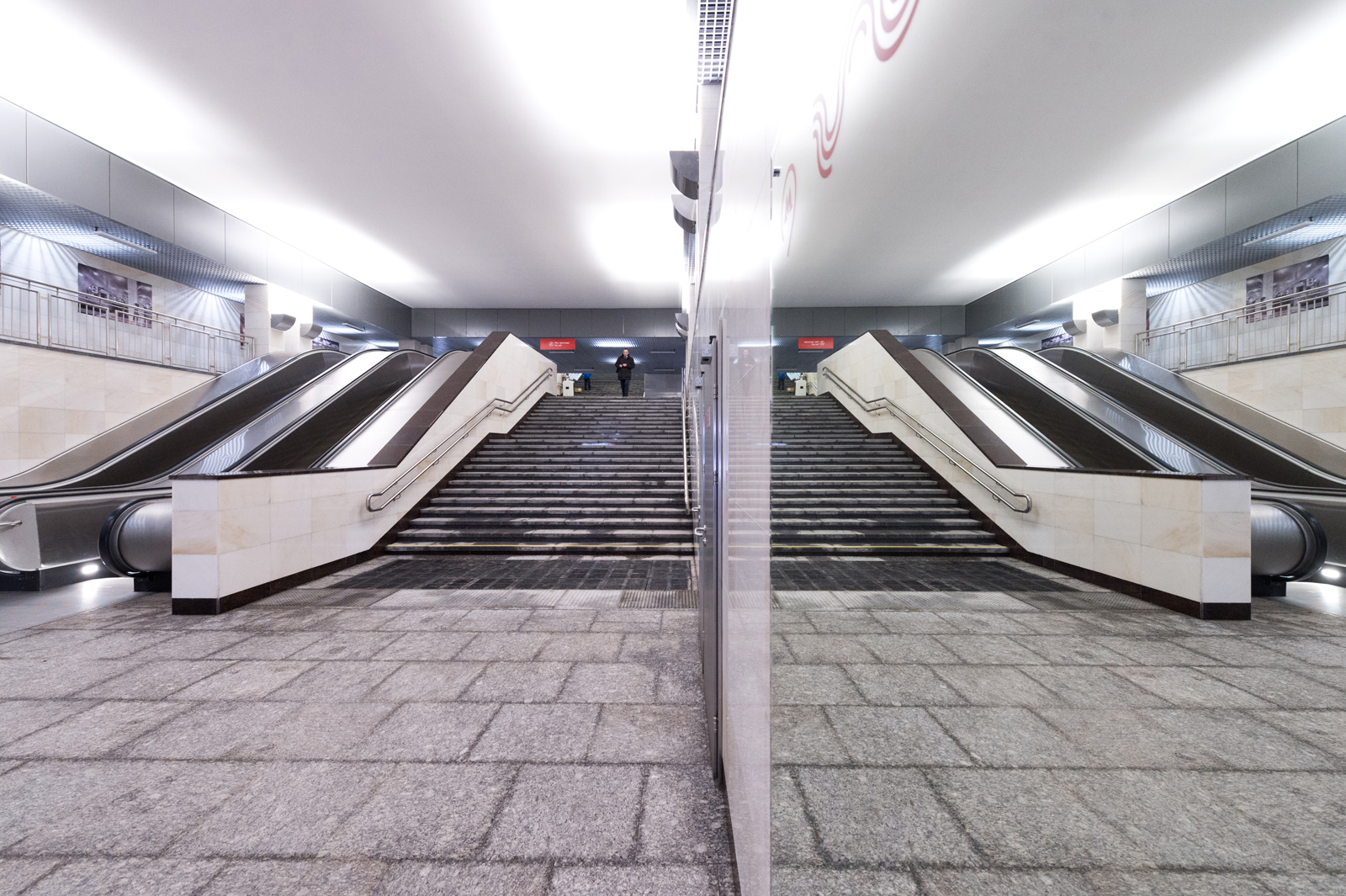
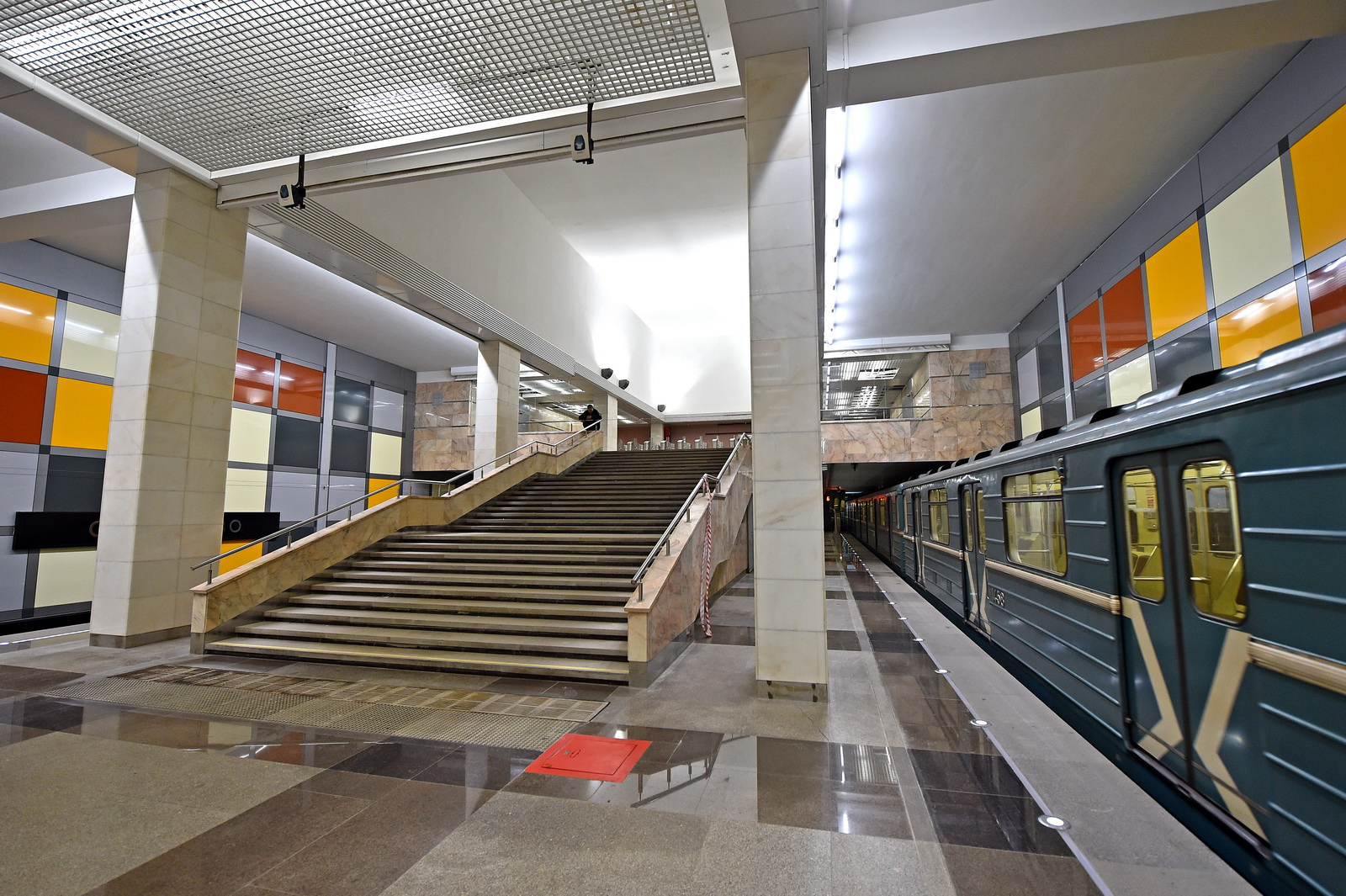
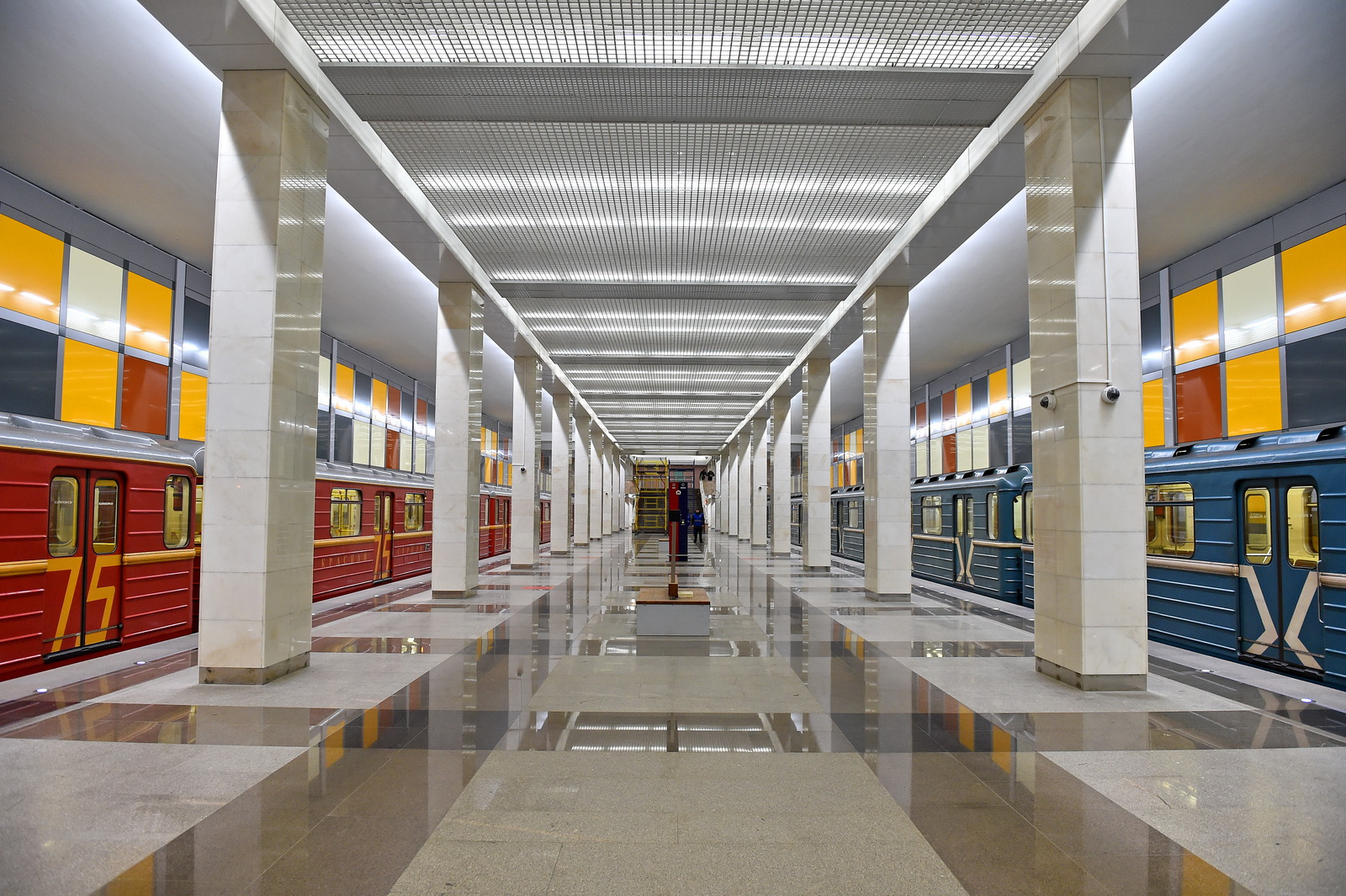
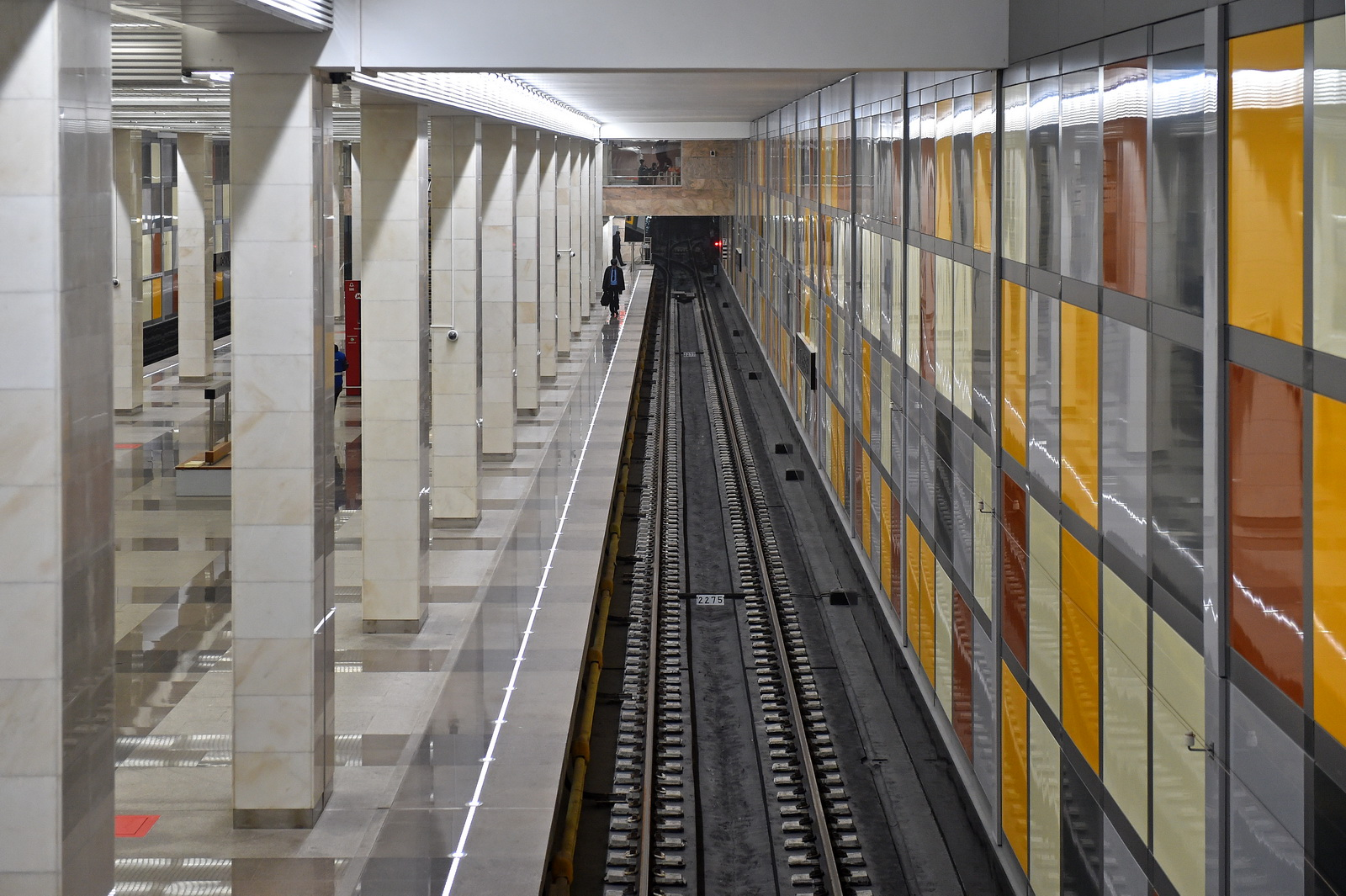
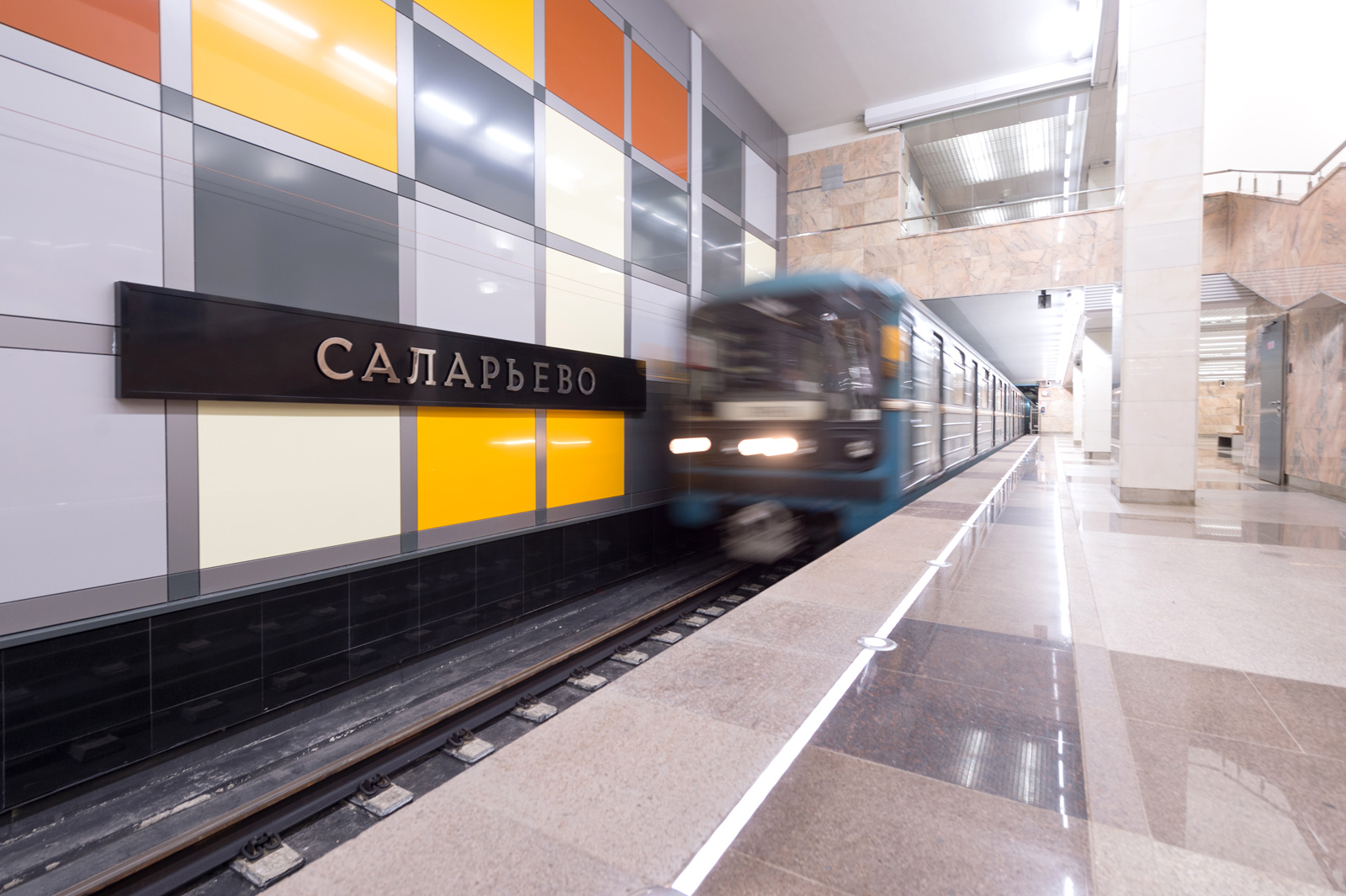
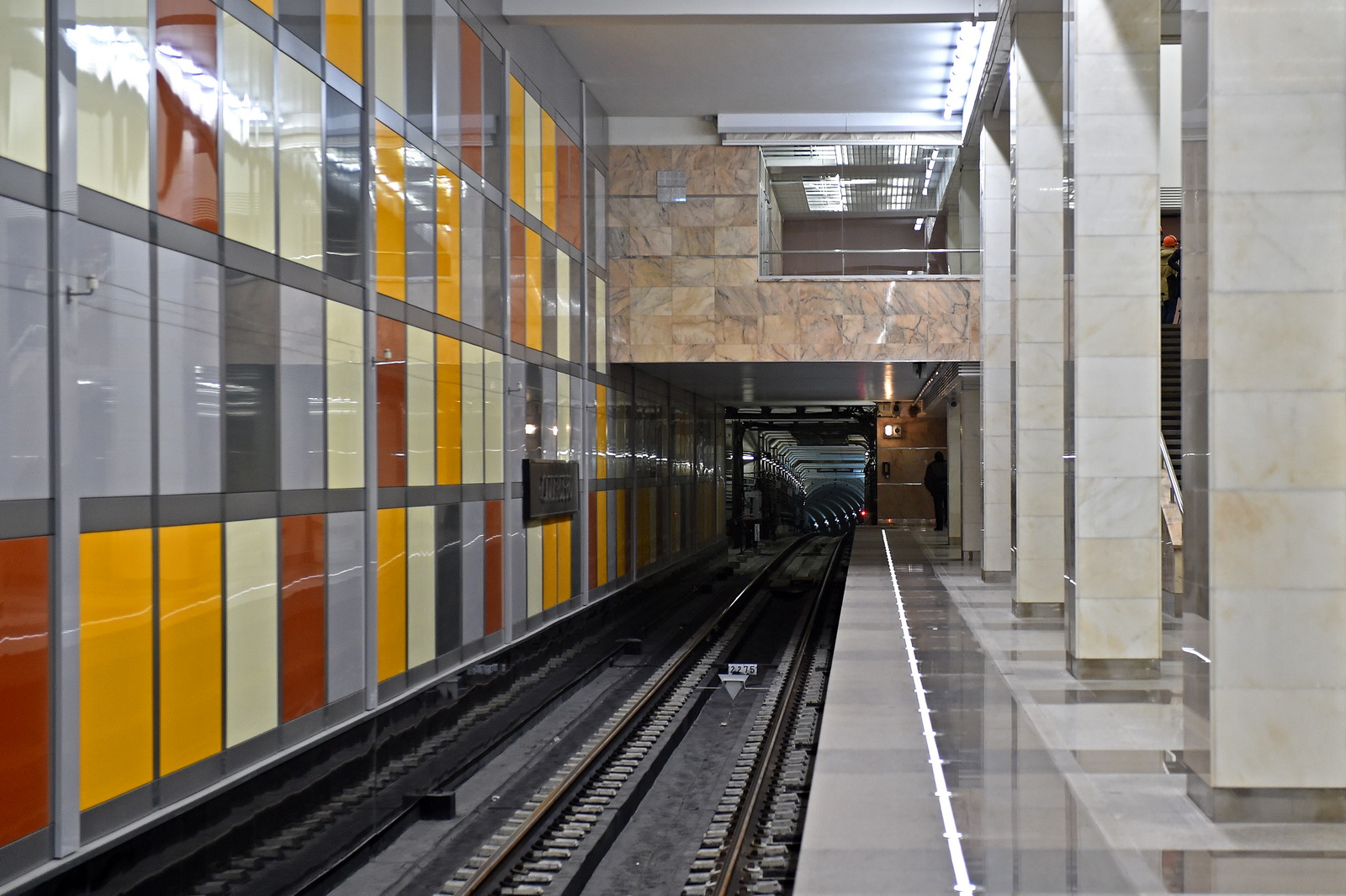